# Taras Miščuk
Taras Viktorovyč Miščuk (ukrajinsky Тарас Вікторович Міщук; * 22. července 1995 Dubno) je ukrajinský rychlostní kanoista. Měří 187 cm a váží 85 kg. Vyrostl ve vesnici Povča v Rovenské oblasti. Na kánoi začal závodit ve dvanácti letech. Vystudoval státní tělovýchovnou školu ve Lvově a stal se členem klubu Kolos Lvov.
V roce 2015 se stal mistrem světa kategorie do 23 let na čtyřkánoi i deblkánoi. V tomto roce také spolu s Dmytrem Jančukem získal na deblkánoi na mistrovství Evropy v rychlostní kanoistice mezi seniory zlatou medaili na 1000 metrů a stříbro na 200 metrů a na mistrovství světa v rychlostní kanoistice bronz na 500 metrů. Ve finále Evropských her 2015 dojeli na pátém místě. Na Letních olympijských hrách 2016 v Rio de Janeiro skončili Miščuk s Jančukem na kilometrové trati na třetím místě. V roce 2021 se Taras Miščuk stal mistrem světa na čtyřkánoi na 500 m. V této disciplíně získal také bronzové medaile v letech 2022 a 2023.
Byl mu udělen ukrajinský Řád za zásluhy a titul zasloužilý mistr sportu.